# Clarkeasia
- Commons
- Wikispecies

Acanthopale J.R.I.Wood é um gênero botânico da família Acanthaceae.
Subfamília:  Acanthoideae.
Tribo: Ruellieae.
Subtribo: Ruelliinae.
Apresenta uma única espécie, nativa da Nova Guiné e Austrália.

## Sinonímia
- Strobilanthes Blume

## Espécies
- Clarkeasia parviflora (T.Anderson) J.R.I.Wood